# Atrezija debelog creva
Atrezija debelog creva je urođena mana u kojoj postoji suženje, ili nedostatak lumena (unutrašnji deo) creva. Atrezija može da zahvati i dvanaestopalačno crevo (duodenum), tanko crevo (jejunum, ili ileum koji je češće zahvaćen) i debelo crevo koje je najređe zahvaćeno (u oko 15% slučajeva). Postoji više podtipova atrezija creva, od nedostatka određenih delova creva, do deformiteta po tipu oljuštene jabuke i paučinastih deformiteta.

## Anatomija i fiziologija
Debelo crevo (lat. intestinum crassum) je završni deo digestivnog trakta koji se nastavlja na tanko crevo (lat. intestinum tenue). Dužine je oko 1,5 do 2 metra i ima promenljiv dijametar (na početku 8-10 cm, a u nishodnom delu 3-4 cm). Ono čini jednu petinu celukupne dužine intestinalnog trakta.
Počinje u desnoj bedrenoj jami i pruža se od ileocekalnog otvora do čmarnog otvora ili anusa. Većina izvora definiše debelo crevo kao kombinaciju slepog creva, creva, rektuma, i analnog kanala. Neki izvori isključuju analni kanal kao deo debelog creva.
Debelo crevo prihvata iz tankog creva sadržaj iz koga apsorbuje vodu i soli. Osim toga, ono prikuplja nesvarene ostatake koje u procesima vrenja i truljenja pretvara u izmet (feces). U njemu se takođe nalazi mnoštvo bakterija koje imaju sposobnost sinteze vitamina koje organizam apsorbuje.
Kod ljudi, debelo crevo počinje u desnom bedrenom regionu karlice, neposredno na ili ispod struka, gde se nastavlja na kraj tankog creva kod slepog creva, preko ileocekalnog ventila. Ono zatim nastavlja vertikalno naviše, penjući se kroz trbuh, a zatim preko širine trbušne šupljine nastavlja se kao poprečno crevo,. Zatim se spušta do rektuma gde se završava se u analnom kanalu.

## Etiopatogeneza
Uzrok nastanka i simptomatologija slična je ao kod atrezije tankog creva, koje je u ovih pacijenata je skraćeno, a često ga prate i multiple atrezije i malrotacija.
Od tipa atrezije zavisi prognoza pacijenta. Udružene anomalije su veoma retke. Za razliku od atrezije u stenozi tankog creva postoji kontinuitet i creva i mezenterijuma, a dva segmenta su povezana kratkim suženim, ponekad rigidnim delom. Proksimalni je bataljak jako širok, dok je distalni uzak (mikrokolon, ptičje crevo).

### Embriologija
Različite teorije pokušavaju da objasne nastanak atrezije. Po jednima uzrokovana je izostankom rekanalizacije čvrste vrpce, a po drugima vaskularnim poremećajima (vaskularne teorija).

### Genetika
Ova anomalija nema genetsku osnovu.

## Epidemiologija
Atrezije creva čine 80–95% svih atrezija creva. Incidencija im je od 1:330 do 1: 1500 živorođenih.

## Klinička slika
Kliničkom slikom dominiraju sledeći simptomi i znaci koji se razvijaju odmah nakon rođenja (od prvog ili drugog dana života):
Crevna opstrukcija
Kod niskih opstrukcija dominira distenzija trbuha za razliku od visokih, te se povraćanje javlja kasnije.
Povraćanje zelenog sadržaja
Brzina javljanja povraćanja zavisi od nivoa opstrukcije
Poremećena evakuacija mekonijalne stolice
Ona može biti potpuno odsutna, a može se javiti u manjoj količini i kod atrezije ili stenoze.
Ukoliko se ne dijagnostikujena vreme, može dovesti do perforacije creva ili razvoja respiratornog distresa.

## Dijagnoza
Pre rođenja
Prenatalno se vidi polihidramnion, koji ukazuje na mogućnost postojanja atrezije digestivnog trakta.
Nakon rođenja
Nakon rođenja dijagnoza se postavlja na osnovu nativne radiografije trbuha u stojećem stavu. Kada se na radiografiji konstatuje prisustvo hidroaeričnih nivoa, treba posumnjati na crevnu opstrukciju.
Kontrastno ispitivanje, irigografija, radi se da bi se razlikovala atrezija tankog i debelog creva. Kod atrezija tankog creva kolon je slabo razvijen, nekorišćen (mikrokolon). Ukoliko se radi o delimičnoj neprolaznosti tankog creva, radi se kontrastno ispitivanje, pasaža, da bi se ustanovili priroda i nivo prepreke.

## Terapija
Konzervativna terapija
Čim se jave prvi simptomi opstrukcije neophodno je plasirati nazogastričnu sondu radi dekompresije i sprečavanja aspiracije. Uključuje se intravenska rehidratacija i daju antibiotici.
S obzirom da adinamični ileus može da potraje duže vreme, uključuje se totalna parenteralna ishrana.
Hirurška terapija
Hirurško lečenje podrazumeva odstranjenje prepreke i anastomozu creva kojom se uspostavlja kontinuitet crevnog lumena.
Ukoliko je crevna vijuga iznad prepreke dilatirana, neophodna je njena resekcija ili sužavanje da bi se lakše uspostavio motilitet creva.

## Prognoza
Preživljavanje bolesnika za atrezijom creva iznosi 90%.

## Literatura
- Gray, Henry (1918). Gray's Anatomy. Philadelphia: Lea & Febiger.
- Prem Puri: Newborn Surgery, 2003.
- Samuels, M. E.; Majewski J, Alirezaie N, Fernandez I, Casals F, Patey N, Decaluwe H, Gosselin I, Haddad E, Hodgkinson A, Idaghdour Y, Marchand V, Michaud JL, Rodrigue, M-A, Desjardins S, Dubois S, Le Deist F, Awadalla P, Raymond V, Maranda B (2013). „Exome sequencing identifies mutations in the gene TTC7A in French-Canadian cases with hereditary multiple intestinal atresia.”. J Med Genet. 50 (5): 324—329. PMC 3625823 . PMID 23423984. doi:10.1136/jmedgenet-2012-101483.
- Mishalany HG, Der Kaloustian VM Mishalany, H. G.; Der Kaloustian, V. M. (1971). „Familial multiple-level intestinal atresia: report of two siblings”. J Pediat. 79 (1): 124—125. PMID 5091250. doi:10.1016/S0022-3476(71)80072-0. 79: 124

## Spoljašnje veze
- UCSF Fetal Treatment Center: Bowel Obstructions (језик: енглески)
- Information about congenital malformations of the gastrointestinal tract in premature babies - The Hospital for Sick Children (језик: енглески)

|  | Molimo Vas, obratite pažnju na važno upozorenje u vezi sa temama iz oblasti medicine (zdravlja). |